# Chthamalus sinensis
Chthamalus sinensis is een zeepokkensoort uit de familie van de Chthamalidae. De wetenschappelijke naam van de soort is voor het eerst geldig gepubliceerd in 1984 door Ren.